# 国際かんがい排水委員会
国際かんがい排水委員会（こくさいかんがいはいすいいいんかい、英語: International Commission on Irrigation and Drainage, ICID）は、灌漑と排水に関する非政府の国際組織。灌漑・排水分野に関する国際組織としては世界最大である。
2014年に価値の高い灌漑設備を登録・表彰することを目的にかんがい施設遺産（英: Heritage Irrigation Structures）制度を創設した。

## 概要
1950年に創設された国際機関であり、灌漑・排水を通して食料や繊維の供給を世界規模で強化することを目的としている。インドのニューデリーに中央事務局を置く。2015年現在、75の国と地域が加盟する。
執行機関は、毎年開催される国際執行理事会と3年に1度開かれる総会・地域会議・世界かんがいフォーラム (WIF) であり、それぞれ加盟国のICID国内委員会から委員が出席する。国際執行理事会には下部組織として常任委員会などの各種委員会と作業部会が設置されている。総会・地域会議・WIFでは、論文発表やシンポジウムなどが行われる。

## 沿革
インドの灌漑中央事務局の事務官が、灌漑に関する国際機関の設置をインド政府に申し入れたことが契機となり、インドの首相・ジャワハルラール・ネルーが創設を提唱した。灌漑中央事務局は1948年に33か国を招待して国際機関の必要性を訴え、それに賛同した8か国によって「国際かんがい水路委員会」(ICIC) として、インドのシムラで1950年6月24日に設立された。このため6月24日は「ICIDの日」とされる。これが第1回の執行理事会であり、次の第2回執行理事会において「国際かんがい排水委員会」(ICID) に改称された。
日本の加盟は1951年（昭和26年）である。当時の日本にはインド連絡使節団がおり、使節団が連合国軍最高司令官総司令部を経由して日本に参加を求め、加盟したものである。
2012年にオーストラリアのアデレードで開かれた第63回国際執行理事会において、当時の会長から「かんがい施設遺産」制度の創設提案がなされ、2014年に正式に制度が発足、同年9月16日の第65回国際執行理事会（大韓民国・光州広域市）で青森県の稲生川など17施設が第1号に登録された。

## 日本との関係

### ICID日本国内委員会
1951年（昭和26年）に日本は閣議決定を経てICIDに加盟した。第二次世界大戦以降に日本が加盟した国際組織としては最初期にあたる。農林水産省農村振興局整備部設計課海外土地改良技術室に事務局を置いている。2015年（平成27年）現在の委員長は東京大学名誉教授の佐藤洋平である。
日本はアジアやアフリカにおける稲作の技術支援を中心に取り組んできた。

### 日本ICID協会
ICIDへの民間レベルでの参加を支援することを目的に1983年（昭和58年）に設立された。一般財団法人日本水土総合研究所に事務局を置いている。2014年（平成26年）9月現在の会員は、法人会員が12企業10団体、個人会員137人である。